# Lettre de Beyrouth
 (août 2019).
Pour plus de détails, voir Fiche technique et Distribution.
Lettre de Beyrouth est un documentaire libanais réalisé par Jocelyne Saab en 1978, au Liban, durant la guerre civile libanaise.

## Synopsis
En 1978, l’armée israélienne envahit le Sud du Liban. A Beyrouth, on parle déjà de « la guerre des autres », en raison des armées du monde entier stationnées dans ce petit pays qu’est le Liban, pour défendre les intérêts politiques de l’un ou l’autre groupe, au détriment des civils. Jocelyne Saab décide de parcourir Beyrouth avant de descendre au Sud du pays pour rendre compte de la situation.

## Au sujet du film
Pour ce film, Jocelyne Saab a remis en marche un bus qui traversait toute la ville de Beyrouth, malgré les lignes de démarcations qui partageaient alors la ville en deux.
Elle fait à nouveau appel à la poétesse libanaise Etel Adnan pour l’écriture de la lettre qui sert de commentaire au texte. Elles avaient déjà collaboré sur Beyrouth, jamais plus.

## Fiche technique
- Titre : Lettre de Beyrouth
- Réalisation : Jocelyne Saab
- Assistante : Nour Maidalany
- Commentaire : Etel Adnan et Jocelyne Saab
- Image : Olivier Guenneau
- Son : Mohamed Awad
- Montage : Philippe Gosselet
- Mixage : Paul Bertault
- Chansons : Oum Kalthoum (Roubayat Al-Khayam), Marcel Khalifé (The Passeport)
- Production : Jocelyne Saab
- Droits de diffusion : Nessim Ricardou
- Format : couleurs - 1,66:1- mono- 16 mm
- Genre : film documentaire
- Durée : 52 minutes

## Récompenses
Lettre de Beyrouth a reçu le Tanit de Bronze au Festival de Carthage en Tunisie et a été primé au Festival du film documentaire d’Oberhausen, Allemagne, en 1978.